# Partille
Partille er en svensk by i Västra Götalands län i landskapet Västergötland og administrationsby for Partille kommune, som er en forstadskommune til Göteborg, beliggende vest og nordvest for denne. I år 2005 havde byen 28.648 indbyggere.

## Historie
Partille er vokset op omkring Partille kirke og den nærliggende Partille herregård, som eksisterede allerede i middelalderen. Byen krydses af E20 og har en jernbanestation ved Västra stambanan.

## Eksterne kilder og henvisninger
1. ↑  Svenska Turistföreningens resehandböcker XXII, Västergötland. Wahlström & Widstrand, Stockholm 1922, s 36

- Wikimedia Commons har flere filer relateret til Partille

57°44′N 12°6′Ø / 57.733°N 12.100°Ø